# Jaboatão dos Guararapes
Jaboatão dos Guararapes, amtlich Município de Jaboatão dos Guararapes, ist eine Stadt im brasilianischen Bundesstaat Pernambuco. Die Bevölkerung wurde zum 1. Juli 2018 auf 697.636 Einwohner geschätzt, die auf 258,7 km² leben. Sie ist damit nach Recife die zweitbevölkerungsreichste Stadt des Bundesstaates.

## Geschichte
Die Stadt wurde am 4. Mai 1593 durch Bento Luiz Figueira gegründet. Am 13. November 1873 wurde der Ort zu einem selbständigen município.